# Igreja Presbiteriana do Gana
A Igreja Presbiteriana do Gana ou Igreja Presbiteriana de Gana (IPG) — em inglês Presbyterian Church of Ghana — é uma denominação presbiteriana em Gana, fundada em 1828, por missionário da Missão Basel.
Em 2022, tinha um total de 1.261.284 membros, sendo uma das maiores denominações cristãs do país.
A denominação é conhecida pela administração de clínicas, escolas e outros trabalhos sociais.

## História
Em 1828, missionários protestantes da Missão Basel, vindos do Sudoeste da Alemanha, Suíça e Índias Ocidentais, estabeleceram-se em Gana visando pregar o Cristianismo entre a população local. Em 1917, os missionários da Basileia tiveram que partir, devido a Primeira Guerra Mundial. Consequentemente, a Igreja da Escócia continuou administrando a missão. Consequentemente, a igreja resultante da missão (Igreja Presbiteriana do Gana) foi influenciada por esta, adotando o sistema de governo presbiteriano.
A denominação continuou a crescer constantemente. Em 2003, tinha 565.637 membros.
Em 2013, a denominação estimou ter 773.504 membros. A estatística de 2019, informou 1.015.174 membros e 4.889 igrejas.
Em 2023, a Assembleia Geral da denominação divulgou que a Igreja Presbiteriana de Gana tinha, em 2022, 1.261.284 membros.

## Relações Inter-eclesiásticas
A denominação faz parte do Conselho Mundial das Igrejas e Comunhão Mundial das Igrejas Reformadas.